# Andrew Romine
Andrew James Romine (né le 24 décembre 1985 à Winter Haven, Floride, États-Unis) est un ancien joueur d'arrêt-court de la Ligue majeure de baseball.
Il est le fils de Kevin Romine, ancien joueur des Red Sox de Boston, et le frère aîné du receveur Austin Romine, qui a fait ses débuts avec les Yankees en 2011.
En 2017, il devient le 5e joueur à jouer aux 9 positions en défensive dans un même match des majeures.

## Carrière

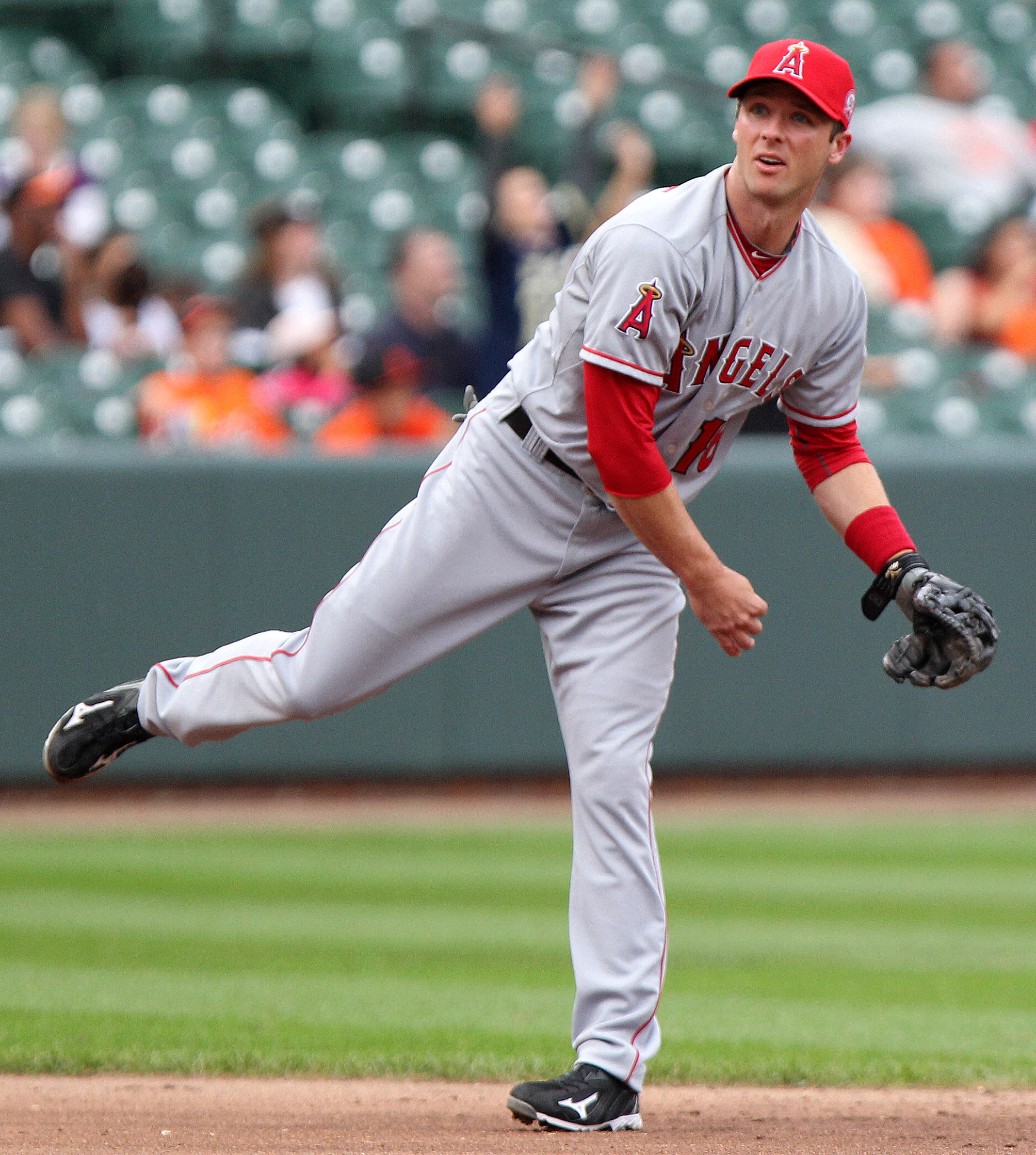
Andrew Romine en 2011 avec les Angels.

Après des études secondaires à la Trabuco Hills High School de Mission Viejo (Californie), Andrew Romine est repêché le 7 juin 2004 par les Phillies de Philadelphie au 36e tour de sélection. Il repousse l'offre et suit des études supérieures à l'Université d'État de l'Arizona où il porte les couleurs des Arizona State Sun Devils de 2005 à 2007.  

### Angels de Los Angeles
Andrew Romine rejoint les rangs professionnels à la suite du repêchage amateur du 7 juin 2007 au cours de laquelle il est choisi par les Angels de Los Angeles au cinquième tour de sélection. Il perçoit un bonus de 128 700 dollars à la signature de son premier contrat professionnel le 25 juin 2007. 
Il passe trois saisons en Ligues mineures avant d'effectuer ses débuts en Ligue majeure le 24 septembre 2010. Il réussit son premier coup sûr dans les grandes ligues contre le lanceur Tony Peña des White Sox de Chicago, le 26 septembre.
Romine joue 74 matchs pour les Angels de 2010 à 2013. Il frappe pour ,250 de moyenne au bâton avec 38 coups sûrs, 13 points marqués, 3 buts volés et 11 points produits. La saison dans laquelle il joue le plus est la saison 2013, avec 47 parties jouées, durant lesquelles il frappe pour ,259 en 123 passages au bâton.

### Tigers de Détroit
Le 21 mars 2014, après avoir apris que leur joueur d'arrêt-court José Iglesias était susceptible de rater toute la saison 2014 en raison de fractures aux jambes, les Tigers de Détroit échangent le lanceur gaucher José Álvarez aux Angels de Los Angeles en retour d'Andrew Romine.
Romine maintient une moyenne au bâton de seulement ,227 en 94 parties des Tigers en 2014. Il réussit deux circuits, dont son premier dans les majeures le 23 mai 2014 aux dépens du lanceur Scott Baker des Rangers du Texas.
Le 30 septembre 2017, Andrew Romine joue aux 9 positions sur le terrain lors de la visite des Tigers aux Twins du Minnesota à Target Field. Il est le 5e joueur de l'histoire à jouer aux 9 positions en un match des majeures, après Bret Campaneris (8 septembre 1965), Cesar Tovar (22 septembre 1968), Scott Sheldon (6 septembre 2000) et Shane Halter (1er octobre 2000).

## Statistiques
| Saison | Équipe    | G | AB | R | H | 2B | 3B | HR | RBI | SB | BA   |
| ------ | --------- | - | -- | - | - | -- | -- | -- | --- | -- | ---- |
| 2010   | LA Angels | 5 | 11 | 0 | 1 | 0  | 0  | 0  | 0   | 0  | .091 |
| Totaux | Totaux    | 5 | 11 | 0 | 1 | 0  | 0  | 0  | 0   | 0  | .091 |

Note : G = Matches joués ; AB = Passages au bâton; R = Points ; H = Coups sûrs ; 2B = Doubles ; 3B = Triples ; 
HR = Coup de circuit ; RBI = Points produits ; SB = Buts volés ; BA = Moyenne au bâton.